# Operació Troica
L'Operació Troica o Troika va ser una operació policial espanyola del juny del 2008 contra una xarxa de presumptes membres de les organitzacions Tambóvskaia i Malisevskaia, ramificacions de la màfia russa originàries de Sant Petersburg, en la que van ser detingudes 20 persones a Mallorca, Alacant, Madrid i Malaga sota l'acusació d'associació il·lícita i blanqueig de capital. El jutge de l'Audiència Nacional Baltasar Garzón va decretar presó per 13 dels detinguts, entre els quals el presumpte cap jeràrquic de la trama, Gennadios Petrov, que el 2010 va fugir aprofitant un permís que va rebre per viatjar a Sant Petersburg. Finalment van ser jutjades 17 persones, que el 2018 van ser absoltes per falta de proves que vinculessin les seves activitats a organitzacions criminals.
Els cossos policials van detectar la presència a Mallorca de grups criminals originàris de Rússia arràn d'incidents com l'explosió d'una granada de fabricació soviètica el 1998 als apartaments Ambassador de Santa Ponsa, o la detenció el 1999 de dues persones a Palma en possessió d'un explosiu artesanal. El treball del Servei d'Informació de la Guàrdia Civil (SIGC) durant cinc anys va portar a la Fiscalia Anticorrpució a obrir l'anomenada Operació Piedras, que seria rebatejada com a Troika en unir-se a les investigacions la UDYCO. Les investigacions prèvies del Cos Nacional de Policia es van centrar en presumptes membres de Tambóvskaia, així com d'Alexandre Malisev (Malisevskaia) i Vitali Izgilov (que el 2005 havia estat detingut en l'Operació Vespa). La Guàrdia Civil investigà Gennadios Petrov i el seu entorn. Segons fonts policials, els anys noranta Petrov havia administrat els negocis de Malisev mentre aquest era a la presó, fet que l'enfrontà al clan Tambóvskaia i el forçà a refugiar-se a Marbella, on arribà el 1996 juntament amb Sergei Kuzmin i Victor Gavrilenkov. En sortir de la presó, Malisev es reuní amb Petrov a Espanya, que aleshores ja havia pres el control de Tambóvskaia. Així, Petrov, Malinsev, Izgilov i Kuzmin podien relacionar-se entre si però mantenien la seva pròpìa "esfera de poder" i subordinats particulars.
El 13 de juny de 2008 a les 5:30 h, es va iniciar l'operatiu conjunt de la Policia Nacional i la Guàrdia Civil dirigit pel jutge Baltasar Garzón als domicilis dels investigats, detenint quatre persones a Mallorca, deu a Màlaga, quatre a Alacant i una a Madrid.
En un judici celebrat l'any 2018, la Fiscalia va demanar condemnes de fins a 5 anys de presó per als acusats que van poder ser jutjats, ja que fins a nou persones detingudes en l'operació, incloent Gennadios Petrov, van acabar fugint. Petrov havia sortit en llibertat condicional després de pagar una fiança, i marxà a Sant Petersburg en un viatge autoritzat pel jutge, d'on no va tornar. El jutge va absoldre les 17 persones que van anar a judici perquè no considerava provat que totes aquestes persones donessin suport a la màfia russa mitjançant el blanqueig de diners procedents de les seves activitats il·legals, o que pertanyessin a organitzacions com Tambóvskaia, “ni a una altra associació criminal dedicada a blanquejar béns”.